# キャラメル (映画)
『キャラメル』（アラビア語原題: سكر بنات ラテン文字化: Sukkar Banat スッカル・バナート 英題: Caramel）は、2007年製作のレバノン映画。監督および主演は、ナディーン・ラバキーによる。タイトルの由来であるキャラメルは、中東ではムダ毛処理に使う。砂糖、レモン汁、水を煮詰め、水飴状にしたもので、皮膚に接着してムダ毛と一緒に剥がすのである。タイトルには、甘味と塩気と酸味があるキャラメルで、時には火傷（やけど）するということも含んでいる。

## ストーリー
ベイルートにあるヘアエステサロンのオーナーのラヤールは、30歳の独身。仕事が手につかず恋人の電話を待ち焦がれる。ラヤールは恋人が忘れた財布から、恋人の妻子の写真を発見する。サロンのヘア担当ニスリンは、婚約者に隠しごとがある。シャンプー担当リマは、不思議な顧客女性に心奪われる。既婚女性ジャマルはサロンの常連で、俳優オーディションに明け暮れる。サロンの向かいの住人ローズは、姉の世話に悩む。登場人物たちは明るく振る舞いつつ、それぞれの秘密を抱えながら、人生を展開させる。

## キャスト
- ラヤール（サロンのオーナー）: ナディーン・ラバキー
- ニスリン（サロンでヘア担当）: ヤスミーン・アル=マスリー
- リマ（サロンでシャンプー担当）: ジョアンナ・ムカルゼル
- ジャマル（俳優志望）: ジゼル・アウワード
- ローズ（仕立て屋）: シハーム・ハッダード

## 受賞等
- 2007年 サン・セバスティアン国際映画祭にて、観客賞・ヤング賞・セバスティアン賞
- 2007年 ストックホルム国際映画祭にて、国際批評家連盟賞
- 2007年 トロント国際映画祭にて、GALA部門招待
- 2007年 カンヌ国際映画祭にて、監督週間（en:Directors' Fortnight）出品
- 2007年 ロンドン映画祭出品
- 2008年 東京国際映画祭にて、アジアの風部門出品
- 2008年 アカデミー賞外国語映画賞レバノン代表